# Neoromicia flavescens
Neoromicia flavescens é uma espécie de morcego da família Vespertilionidae. Pode ser encontrada esparsamente pela Angola, Maláui, Moçambique, Burundi, Uganda, Somália e Camarões. Seu status taxonômico é incerto.